# Leptogenys hemioptica
Leptogenys hemioptica é uma espécie de formiga do gênero Leptogenys, pertencente à subfamília Ponerinae.